# Erling Falk
Erling Falk, född 12 augusti 1887 i Hemnes i Nordland fylke, död 31 juli 1940 i Stockholm, var en norsk journalist och politiker.
Erling Falk växte upp i ett tjänstemannahem med starka radikala intressen. Han emigrerade 1907 till USA, där han snart kom i kontakt med den revolutionära syndikalistiska arbetarorganisationen Industrial Workers of the World. Falk återvände till Norge 1918, skrev in sig vid universitetet i Kristiania och blev snart medlem av det norska arbetarpartiet. Han blev snart en av de ledande i den kommunistiska studentföreningen, och på hans förslag grundades 1921 den radikala föreningen Mot Dag, som bestod av akademiker, studenter och arbetare som gav ut en tidskrift med samma namn, för vilken Erling Falk blev redaktör. Genom föreningen och tidningen, till vilken knöts en rad yngre intellektuella, främst poeter som Helge Krog, Sigurd Hoel och Arnulf Øverland, utövade Falk under 1920-talet ett djupgående inflytande på norsk akademisk ungdom. Han deltog med iver och energi i de stridigheter, som uppstod i början av 1920-talet i den norska arbetarrörelsen och ledde till arbetarpartiets sprängning 1923, då Falk följde majoriteten som bröt med Internationalen. 1925 uteslöts han dock ur partiet och blev ledare för den så kallade Arbeideroppositionen som 1926 tillsammans med Mot Dag-gruppen inträdde i norska kommunistiska partiet, ur vilket dock Falk och hans grupp utträdde 1928. Utan anknytning till något av de två norska socialistiska partierna fortsatte Falk sedan genom Mot Dag och Clartéorganisationen att kämpa för sina idéer, varvid han utövade inflytande även i Sverige och Danmark. Han var den drivande kraften vid grundandet av det socialistiska Fram forlag och utövade inflytande på utformandet av uppslagsverket Arbeidernes leksikon (1932–1936). Han översatte bland annat Karl Marx Das Kapital (1931–1934) och tal av Josef Stalin samt skriften Hvad er marxisme (1937).